# Antriebsregler
Antriebsregler bzw. Antriebssteuerungen (englisch: motion control) sind in der Regel elektronische Bauteile, die einen (elektrischen) Motor einer Maschine so ansteuern, dass die Maschine die bestmögliche Leistung bringt.
Hierbei geht es nur am Rande um das Thema Motorschutz. Es geht auch um weit mehr als das einfache Ein- und Ausschalten.
Die Maschine soll so schnell wie möglich auf Endgeschwindigkeit kommen (=Anfahrrampe). Dann soll sie solange wie möglich mit dieser Geschwindigkeit arbeiten und so spät wie möglich abbremsen, aber auf jeden Fall rechtzeitig zum Stehen kommen (=Abfahrrampe).
Die Fahrbefehle kommen von einem Prozessleitsystem, einer Positionssteuerung oder von einer SPS. Der Antriebsregler setzt diesen Befehl um und meldet die Ausführung, die Vollendung und/oder Störungen. Eine eventuelle Laständerung der Maschine regelt der Antriebsregler selbständig aus (autark). Hierbei wird in der Regel der Motor zum Abbremsen benutzt. Der Motor wird also als Generator benutzt. In den meisten Fällen wird die Bremsenergie dem einspeisenden Netz zurückgegeben. Die Regler sind so konzipiert, dass das Netz „sauber“ bleibt.
Die heutigen Antriebsregler unterstützen sowohl Feldbussysteme wie CAN-Bus, Ethernet, EtherCAT, Ethernet Powerlink, Profinet, SERCOS III als auch den Interbus. Früher war noch die serielle Schnittstelle das A und O. Der heutige Markt bietet die unterschiedlichsten Lösungen für jeden möglichen Anwender (vom Bastler bis zur Industrie), was noch vor 10 Jahren nicht der Fall war. Diese Elektronik kann in Abhängigkeit von der Marke (z. B. Siemens, miControl, Baumüller, Eckelmann FCS, SEW-Eurodrive, Beckhoff Automation, B&R Industrial Automation, Panasonic) und Qualität zu sehr unterschiedlichen Preisspannen erworben werden.

## Mögliche Beispieleinsatzfelder der Steuerungen
- Maschinenbau
- Anlagenbau
- Dezentrale Systeme
- Positioniersysteme wie
  - Kreuztische, Mehrachssysteme oder Drehtische